# HD 183387
HD 183387，又名BD-00 3760，SAO 124681、HR 7404，是一颗恒星，视星等为6.25，位于銀經37.5，銀緯-8.3，其B1900.0坐标为赤經19h 24m 10.8s，赤緯+0° -8.3′ 26″。